# Abel Frederiksen
Abel Jens Peter Frederiksen (født 10. december 1881 i Iginniarfik; død ukendt) var landsrådsmedlem i Grønland.
Abel Frederiksen var søn af udstedsbestyrer Niels Frederik Johan Henrik Frederiksen (1833–?) og sin hustru Debora Abelone Tekla Andreasen (1859–?). Hans yngre bror var landsrådsmedlemmet Kasper Frederiksen (1890–?). Den 4. august 1905 giftede Abel Frederiksen sig med Karen Kristine Mariane Jeremiassen (1882-1919) i Iginniarfik. Efter at være blevet alene ved sin første kones død giftede han sig med Sofie Julie Dorthea Jeremiassen (1879–?).
Abel Frederiksen var fanger. Fra 1911 til 1917 var han medlem af det første landsråd i Nordgrønland. Til det første møde blev han repræsenteret af suppleant Jakob Rasmussen.